# Gruppo di Intervento Rapido
Il Gruppo di Intervento Rapido (GIR) è un reparto d'élite del Corpo della gendarmeria dello Stato della Città del Vaticano.

## Attività
Viene istituito assieme al Nucleo Antisabotaggio nel 2008 per volere di Domenico Giani.
Si occupa del contrasto alle attività eversive attraverso attività d'intelligence e di pronto intervento in caso di situazioni di elevato rischio, come attentati terroristici diretti al Pontefice, con l'utilizzo di tecniche ed attrezzature avanzate, inoltre viene impiegato per garantire l'ordine pubblico con l'utilizzo di attrezzatura antisommossa, e si occupa altresì quando richiesto assieme al Nucleo Investigativo di intercettazioni telematiche fornendo supporto tecnico e logistico alle attività di polizia giudiziaria, come avvenuto a seguito delle indagini per la pubblicazione di documenti riservati provenienti dalla segreteria di stato vaticana. Inoltre eccezionalmente effettua attività di supporto alla scorta del Pontefice.
All'istituzione è stato addestrato presso l'accademia dell'FBI di Quantico, per poi essere addestrato nel 2016 dal Gruppo di intervento speciale dell'Arma dei Carabinieri presso la Scuola carabinieri di perfezionamento al tiro e nel 2017 e 2018 dal 9º Reggimento d'assalto paracadutisti "Col Moschin" dell'Esercito Italiano, effettuando attività mirate che hanno compreso procedure operative di tiro, mobilità verticale in ambiente urbano, close combat training, antisabotaggio e breaching.
In tempi più recenti ha adottato taser e altre armi per fornire una risposta adeguata alle esigenze di sicurezza.

## Attrezzature e mezzi in dotazione

### Mezzi

#### Autovetture
- BMW X5 I serie restyle[18]
- Mercedes-Benz Classe G[19]

#### Furgoni
- Fiat Ducato III serie (allestito come centro operativo di sicurezza)[20]

### Armi
- Glock 17
- Heckler & Koch MP5
- Taser[21]